# Persecuciones de la Iglesia católica y Pío XII
Las persecuciones contra la Iglesia católica tuvieron lugar durante el papado del Papa Pío XII (1939-1958). El reinado de Pío coincidió con la Segunda Guerra Mundial (1939-1945), seguida del inicio de la Guerra Fría y la acelerada descolonización europea. Durante su papado, la Iglesia católica se enfrentó a la persecución de los gobiernos Fascista y Comunista.
La persecución nazi contra la Iglesia tuvo su punto álgido en la Polonia ocupada. La derrota del fascismo al final de la Segunda Guerra Mundial puso fin a una serie de persecuciones, pero fortaleció la posición del comunismo en todo el mundo, intensificando otra serie de persecuciones, especialmente en Europa Oriental, la URSS y, más tarde, la República Popular China. La Iglesia católica sufrió ataques en todos los países gobernados por el comunismo y perdió la mayor parte de su existencia en Albania, Bulgaria, Yugoslavia, Rumanía, China comunista y la Unión Soviética (incluidas Estonia, Letonia y Lituania).

## Persecuciones fascistas
La Iglesia católica fue reprimida por la Alemania nazi a partir de la firma por parte de la Santa Sede de un concordato (Reichskonkordat) con la Alemania nazi en 1933, con la esperanza de proteger los derechos de los católicos bajo el gobierno nazi. Los nazis violaron los términos del concordato. Las persecuciones nazis también fueron adoptadas en diversos grados por los aliados nazis y los regímenes títeres durante la Segunda Guerra Mundial (1939-1945). La Iglesia católica en Alemania fue sistemáticamente reprimida por los nazis y la persecución fue más severa en la Polonia ocupada por los nazis, donde las iglesias, seminarios, monasterios y conventos fueron sistemáticamente cerrados y miles de sacerdotes y monjas fueron asesinados, encarcelados o deportados.
Según John Cornwell, la Iglesia se enfrentó a un dilema: transigir con los gobiernos para mantener una estructura con la que sobrevivir, o resistir o enfrentarse y arriesgarse a la aniquilación. Para salvar a sus fieles, la Santa Sede intentó ambas cosas en distintos momentos.

### Persecuciones nazis

#### Alemania
La Iglesia católica había sido una de las principales opositoras al ascenso del Partido Nacionalsocialista Obrero Alemán durante los años veinte y principios de los treinta. Al tomar el poder en 1933, y a pesar del Concordat que firmó con la Iglesia prometiendo lo contrario, el gobierno nazi de Adolf Hitler comenzó a reprimir a la Iglesia católica como parte de una política general de eliminar las fuentes de autoridad rivales. Los nazis arrestaron a miles de miembros del Partido del Centro Católico alemán, así como a clérigos católicos, y cerraron escuelas e instituciones católicas. A medida que el Tercer Reich se expandía, miles de sacerdotes católicos más fueron encarcelados o asesinados y las instituciones católicas disueltas por los nazis.
Según el biógrafo de Hitler Alan Bullock, Hitler era un "hombre que no creía ni en Dios ni en la conciencia ('una invención judía, una mancha como la circuncisión')". Bullock escribió: Hitler pensaba que las enseñanzas católicas, llevadas a su conclusión, "significarían el cultivo sistemático del fracaso humano". Bullock añade que "una vez terminada la guerra, [Hitler] se prometió a sí mismo, erradicaría y destruiría la influencia de las iglesias cristianas, pero hasta entonces sería circunspecto":

Hitler se había criado como católico y estaba impresionado por la organización y el poder de la Iglesia. Por el clero protestante sólo sentía desprecio. ...La "gran posición" de la Iglesia [católica] era lo que respetaba; hacia sus enseñanzas sólo mostraba la más aguda hostilidad. A los ojos de Hitler, el cristianismo era una religión sólo apta para esclavos; detestaba su ética en particular. Sus enseñanzas, declaraba, eran una rebelión contra la ley natural de la selección por la lucha y la supervivencia del más fuerte.

Alfred Rosenberg fue el redactor original y portavoz del programa del Partido Nazi e ideólogo oficial del Partido Nazi. Era un antisemita rabioso y anticatólico. En su obra el "El mito del siglo XX", publicado en 1930, Rosenberg proponía sustituir el cristianismo tradicional por el neopagano "mito de la sangre":

Ahora nos damos cuenta de que los valores supremos centrales de las Iglesias romana y protestante, al ser un cristianismo negativo, no responden a nuestra alma, que obstaculizan las potencias orgánicas de los pueblos determinados por su raza nórdica, que deben ceder ante ellos, que tendrán que ser remodelados para ajustarse a una cristiandad germánica. Ahí está el sentido de la actual búsqueda religiosa.
El mito del siglo XX, Alfred Rosenberg, 1930.

Rosenberg y el lugarteniente de Hitler Martin Bormann colaboraron activamente en el programa nazi para eliminar la influencia de la Iglesia, un programa que incluía la abolición de los servicios religiosos en las escuelas, la confiscación de propiedades religiosas, la distribución de material antirreligioso a los soldados y el cierre de las facultades de teología.
El gobierno nazi cerró publicaciones católicas, disolvió la Liga de la Juventud Católica y acusó a miles de sacerdotes, monjas y líderes laicos de cargos falsos. La Gestapo violó la inviolabilidad del confesionario para obtener información. Erich Klausener, presidente de Acción Católica en Alemania, pronunció un discurso ante el Congreso Católico en junio de 1934, criticando al gobierno. Fue asesinado a tiros en su despacho en la Noche de los cuchillos largos del 30 de junio. Todo su personal fue enviado a campos de concentración. Se cerraron las guarderías de la Iglesia, se retiraron los crucifijos de las escuelas, se clausuró la prensa católica y se restringieron los programas católicos de asistencia social porque ayudaban a los "racialmente inadaptados".
Muchos clérigos alemanes fueron enviados a campos de concentración por oponerse a las autoridades nazis o, en algunas regiones, simplemente por su fe. Muchos laicos católicos también pagaron con su vida su oposición. Las SS expropiaron más de 300 monasterios y otras instituciones.
El papa publicó dos encíclicas oponiéndose a las políticas de Mussolini y Hitler: Non abbiamo bisogno en 1931 y Mit brennender Sorge en 1937, respectivamente. La Iglesia católica condenó oficialmente la teoría nazi del racismo en Alemania en 1937 con la encíclica "Mit brennender Sorge", firmada por el Papa Pío XI. Introducida de contrabando en Alemania para evitar la censura previa y leída desde los púlpitos de todas las iglesias católicas alemanas, condenaba la ideología nazi como "insensata y arrogante". Denunciaba el mito nazi de "sangre y tierra", censuraba el neopaganismo del nazismo, su guerra de aniquilación contra la Iglesia y describía al Führer como un "profeta loco poseído de una arrogancia repulsiva". Fue escrito en parte como respuesta a las Leyes de Núremberg y a la persecución de la Iglesia.
Tras el estallido de la Segunda Guerra Mundial, la Santa Sede bajo el mandato del Papa Pío XII siguió una política de neutralidad. La Santa Sede abogó por la paz y se pronunció contra el racismo, el nacionalismo egoísta, las atrocidades en Polonia, el bombardeo de civiles y otras cuestiones. El Papa permitió que las jerarquías nacionales evaluaran y respondieran a sus situaciones locales, pero estableció el Servicio de Información del Vaticano para proporcionar ayuda a miles de refugiados de guerra, y salvó otros miles de vidas dando instrucciones a la iglesia para que proporcionara ayuda discreta a los judíos.

#### Polonia

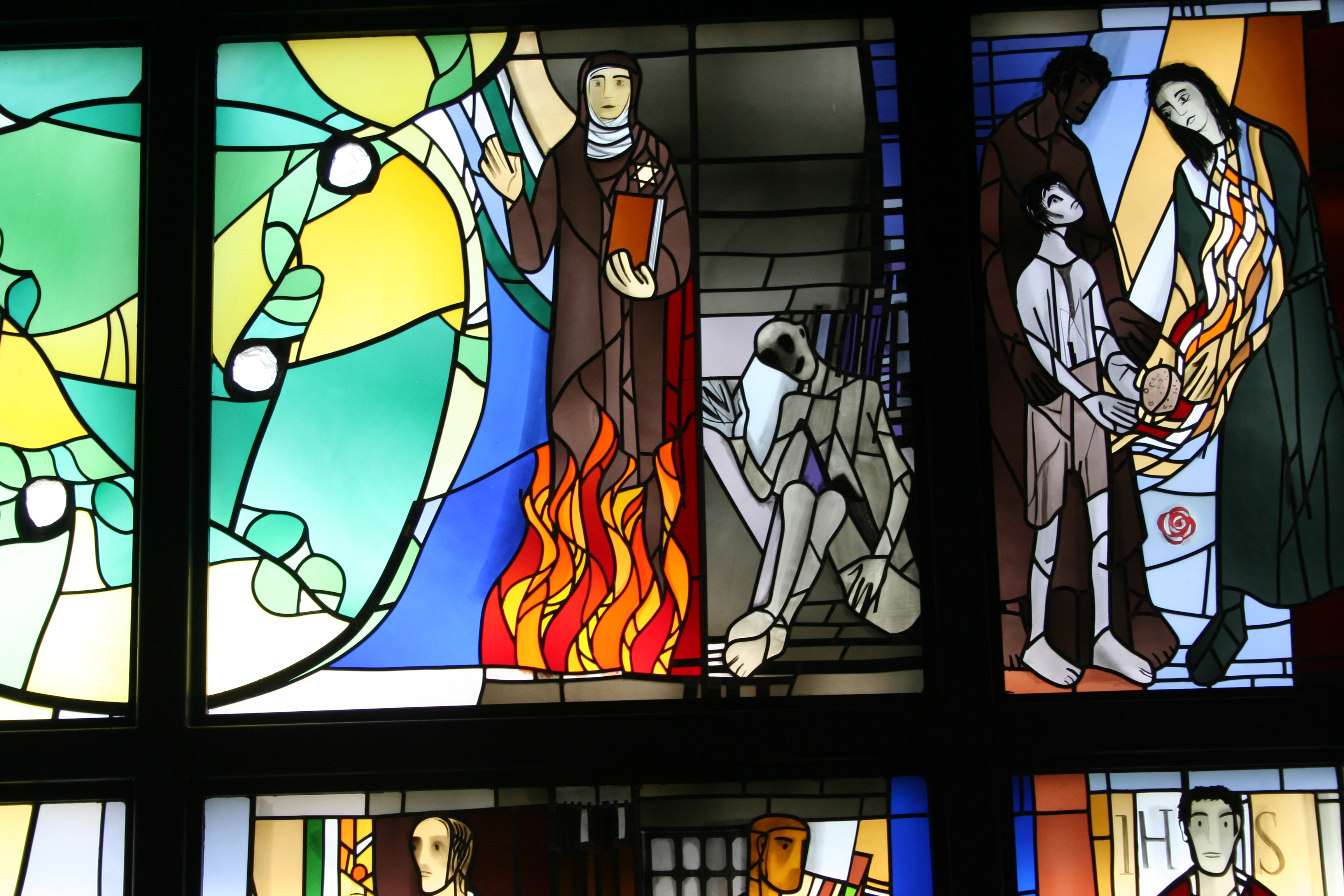
Edith Stein y Maximiliano Kolbe, vidrieras de Alois Plum en Kassel. Los dos santos fueron asesinados como prisioneros de los nazis en Auschwitz.

Según Norman Davies, el terror nazi fue "mucho más feroz y prolongado en Polonia que en cualquier otro lugar de Europa". La ideología nazi consideraba a los "polacos" étnicos -la mayoría étnica mayoritariamente católica de Polonia- como "infrahumanos". Tras la invasión de Polonia occidental en 1939, los nazis instigaron una política de genocidio contra la minoría judía de Polonia y de asesinato o supresión de las élites étnicas polacas, incluidos los líderes religiosos. En 1940, Hitler proclamó: "Los polacos sólo pueden tener un amo: un alemán. No pueden coexistir dos amos, y por eso hay que matar a todos los miembros de la Polish intelligentsia"
La Iglesia Católica fue brutalmente reprimida en Polonia. Entre 1939 y 1945, unos 3.000 miembros (18%) del clero polaco fueron asesinados; de ellos, 1.992 murieron en campos de concentración. Durante la invasión de 1939, escuadrones de la muerte especiales de las SS y la policía detuvieron o ejecutaron a quienes se consideraba capaces de resistirse a la ocupación, incluidos profesionales, clérigos y funcionarios del gobierno. El verano siguiente, la A-B Aktion (Operación Extraordinaria de Pacificación) de las SS detuvo a varios miles de intelectuales polacos y fusiló a muchos sacerdotes en el sector del Gobierno General.
Históricamente, la Iglesia había sido una fuerza destacada en el nacionalismo polaco contra la dominación extranjera, por lo que los nazis se centraron en el clero, los monjes y las monjas en sus campañas de terror. El trato fue más severo en las regiones anexionadas, donde las iglesias se cerraron sistemáticamente y la mayoría de los sacerdotes fueron asesinados, encarcelados o deportados. Se cerraron seminarios y conventos.
El ochenta por ciento del clero católico y cinco obispos de Warthegau fueron enviados a campos de concentración en 1939, donde murieron 1.992 clérigos polacos a lo largo del periodo; 108 de Warthegua son considerados mártires beatos. Alrededor de 1,5 millones de polacos fueron transportados para realizar trabajos forzados en Alemania. Tratados como inferiores racialmente, tenían que llevar la P púrpura cosida en la ropa; las relaciones sexuales con polacos se castigaban con la muerte. Además del genocidio de los judíos polacos, se calcula que entre 1,8 y 1,9 millones de civiles polacos fueron asesinados durante la ocupación alemana y la guerra.

#### En otros lugares
Durante la ocupación nazi de los Países Bajos, los obispos holandeses condenaron el secuestro de judíos por parte de los nazis. Los nazis tomaron represalias con una serie de medidas represivas. Muchos católicos participaron en huelgas y protestas contra el trato a los judíos, y los nazis ofrecieron eximir a los conversos y a los judíos casados con no judíos si cesaban las protestas. La Vieja Iglesia Católica de los Países Bajos y otros católicos se negaron a acceder y los nazis comenzaron una redada de todos los católicos étnicamente judíos. Unos 40 000 judíos fueron ocultados por la Iglesia holandesa y 49 sacerdotes asesinados en el proceso. Entre los católicos de los Países Bajos secuestrados de esta manera se encontraba Santa Edith Stein, que fue asesinada en Auschwitz.

### Persecuciones japonesas
La expansión del Japón Imperial por Asia-Pacífico a partir de 1941 estuvo acompañada de muchas atrocidades contra misioneros, clérigos, monjas y laicos católicos. El Japón imperial había desarrollado el Sintoísmo estatal como religión imperial y promovía la noción del divinidad del Emperador. La propaganda japonesa identificaba a los católicos con la dominación europea, especialmente entre la pequeña comunidad católica del propio Japón, pero también entre las comunidades asiáticas más grandes de Timor Oriental, Corea, Indochina Francesa, Indias Orientales Holandesas, Filipinas, Singapur, Hong Kong, Papúa Australiana, Nueva Guinea Australiana y otros lugares.
En Filipinas, de mayoría católica, sacerdotes y seminaristas fueron internados. Los cinco sacerdotes Columbanos asesinados en Malate son recordados como los Mártires de Malate.
En Nueva Guinea Australiana, sacerdotes y religiosos fueron encarcelados en campos de concentración. A partir de 1943, la tolerancia japonesa hacia el cristianismo pasó a la confrontación. Las tropas interfirieron en las prácticas religiosas católicas y destruyeron edificios eclesiásticos. Unos 100 católicos fueron asesinados por seguir celebrando catequesis. El mártir Peter To Rot asumió funciones de catequista después de que los invasores japoneses encarcelaran a los misioneros locales. Las formas de culto fueron prohibidas tras la Batalla del Mar del Coral y To Rot fue arrestado y ejecutado por los japoneses en 1945. Se convirtió en el primer melanesio beatificado en 1995..

## Persecuciones comunistas
La Iglesia católica fue reprimida tras la Segunda Guerra Mundial, durante la Guerra Fría, por la Unión Soviética y los Estados comunistas de Europa Central y Oriental.
En Alemania Oriental y Hungría, la Iglesia fue objeto de continuos ataques, pero pudo proseguir algunas de sus actividades, aunque a escala muy reducida. En Albania, Bulgaria, Checoslovaquia y Hungría, la persecución continuó hasta el punto de que la Iglesia se enfrentó a la extinción. En la Unión Soviética y en China continental, la Iglesia católica dejó de existir en gran medida, al menos públicamente, durante el pontificado del papa Pío XII.

## Diplomacia eclesiástica
Pío XII era un diplomático que valoraba las relaciones diplomáticas para mantener el contacto con la Iglesia local. Como anteriormente con Alemania bajo el gobierno nacionalsocialista, el Papa Pío se negó a romper relaciones diplomáticas con las autoridades comunistas.
Así, tras la Segunda Guerra Mundial, la Santa Sede mantuvo sus nuncios en Polonia, Hungría, Yugoslavia, Checoslovaquia, Rumanía y China, hasta que estos países rompieron relaciones interrumpiendo también la comunicación con los obispos. La Santa Sede respondió otorgando a los obispos locales una autoridad sin precedentes para tratar con las autoridades por su cuenta, pero sin concederles el derecho a definir las relaciones globales, considerado como privilegio exclusivo de la Santa Sede. En encíclicas como Invicti athletae', y cartas apostólicas a los obispos checos, a los obispos polacos, a los obispos de Hungría, China y Rumanía, el Papa animó a los obispos locales a ser firmes, modestos y sabios en sus relaciones con las nuevas autoridades comunistas. Excomulgó a todos aquellos  cardenales y obispos que encarcelaron  como en el caso de Stepinac, Mindszenty, Grösz, Beran, Wyszinski y Pacha.
En un intento de impedir la usurpación gubernamental de cargos eclesiásticos, la Santa Sede amenazó con  excomulgar a quien lo hiciera, o, concediera o recibiera ilegalmente la  ordenación episcopal. Sin embargo, la Santa Sede no consiguió bloquear las entronizaciones episcopales de los gobiernos de China y Checoslovaquia. Sin embargo, estas personas no fueron excomulgadas. En su última encíclica Ad Apostolorum Principis a los obispos de China, el Papa Pío XII expresó la opinión de que los obispos y sacerdotes cismáticos son el paso final hacia la eliminación total de la Iglesia católica en ese país. Se cuestionó por qué la Santa Sede nombró a obispos estadounidenses poderosos pero a menudo inexpertos como nuncios en algunos países orientales, dadas las tendencias antiamericanas y antiimperialistas de estos países. Aunque no existe documentación sobre los motivos de la Santa Sede, una posible razón podría ser la relativa seguridad de los ciudadanos estadounidenses en países extranjeros.

### Persecuciones y política eclesiástica

#### China

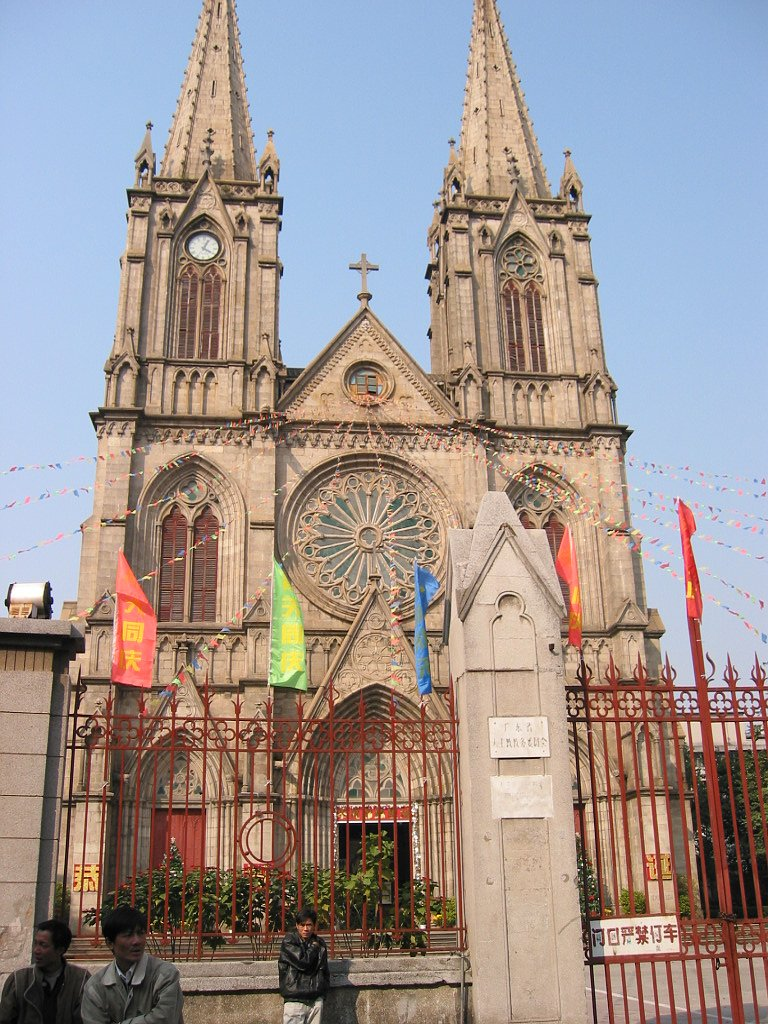
Catedral del Sagrado Corazón (Cantón)

Durante siglos, el acceso al pueblo chino fue difícil para la Iglesia católica, porque no reconocía las costumbres locales  confucianas de honrar a los familiares fallecidos. Para los chinos, se trataba de un antiguo ritual; para la Santa Sede era un ejercicio religioso que entraba en conflicto con el dogma de la Iglesia católica. Como resultado, la Iglesia progresó poco en China. A los pocos meses de su elección, el Papa Pío dio un cambio drástico a su política. El 8 de diciembre de 1939, la Sagrada Congregación de la Propagación de la Fe emitió, a petición de Pío XII, una nueva instrucción por la que las costumbres chinas ya no se consideraban supersticiosas, sino una forma honorable de estimar a los parientes y, por tanto, permitidas por los cristianos católicos. El Gobierno de China estableció relaciones diplomáticas con la Santa Sede en 1943. El decreto papal cambió la situación eclesiástica en China de un modo casi revolucionario. Cuando la Iglesia comenzó a florecer, Pío XII estableció una jerarquía eclesiástica local y recibió al arzobispo de Pekín, Thomas Tien Ken-sin, SVD, en el Sagrado Colegio Cardenalicio.
Después de la Segunda Guerra Mundial, unos cuatro millones de chinos eran miembros de la fe católica. Esto suponía menos del uno por ciento de la población, pero las cifras aumentaron drásticamente. En 1949, había 20 archidiócesis, 85 diócesis, 39 prefecturas apostólicas, 3080 misioneros extranjeros y 2557 sacerdotes chinos.
La instauración de la República Popular China en 1949 puso en suspenso estos primeros avances y provocó la persecución de miles de clérigos y fieles en China. Se formó una Iglesia patriótica china. Desde entonces, la Iglesia católica perseguida sólo existe en secreto y en la clandestinidad. Las pérdidas fueron considerables. Por ejemplo, en 1948, la Iglesia católica había gestionado unos 254 orfanatos y 196 hospitales con 81 628 camas. El clero católico experimentó una mayor supervisión. Obispos y sacerdotes se vieron obligados a realizar trabajos degradantes para ganarse la vida. Los misioneros extranjeros fueron acusados de ser agentes extranjeros que entregarían el país a las fuerzas imperialistas.

#### Unión soviética
Las relaciones entre las autoridades soviéticas y la Santa Sede siempre fueron difíciles. Antes de 1917 había dos diócesis en Rusia, la Mogilev y la Tiraspol, con 150 parroquias católicas y unos 250 sacerdotes que atendían a medio millón de católicos, una presencia minúscula en comparación con la Iglesia ortodoxa rusa.
El 23 de enero de 1918 el gobierno soviético declaró la separación de la Iglesia y el Estado y comenzó con la disolución sistemática de las instituciones religiosas y la confiscación de las propiedades eclesiásticas. Dos años después, en 1920, el papa Benedicto XV publicó Bonum Sana, en el que condenaba la filosofía y las prácticas del comunismo. Pío XI siguió esta línea con numerosas declaraciones y las encíclicas Miserentissimus Redemptor, Caritate Christi, y Divini Redemptoris. El pontificado de Pío XII se enfrentó desde el principio a problemas, ya que grandes partes de Polonia, los Estados Bálticos y sus poblaciones católicas fueron incorporadas a la URSS. De inmediato, las Iglesias católicas unidas de Armenia, Ucrania y Rutenia fueron atacadas.

#### Iglesias católicas rutena y ucraniana
Los intentos soviéticos de separar a las Iglesias Unidas de Roma no sólo reflejaban la política soviética, sino que eran una continuación de las centenarias políticas rusas hacia el papado, ya considerado  antirruso. Pío también era consciente de que, en los meses anteriores a la encíclica Orientales omnes Ecclesias todos los obispos católicos de la Iglesia ucraniana habían sido arrestados, entre ellos Josyf Slipyj, Gregory Chomysyn, John Laysevkyi, Nicolas Carneckyi, Josaphat Kocylovskyi. Algunos, entre ellos el obispo Nicetas Budka, perecieron en Siberia. Sometidos a farsa judicial estalinista, todos recibieron severas condenas. Los restantes dirigentes de las jerarquías y jefes de todos los seminarios y oficinas episcopales fueron arrestados y juzgados en 1945 y 1946.
Con la Iglesia Católica despojada de su liderazgo, se desarrolló un "movimiento espontáneo" para la separación de Roma y la unificación con la Iglesia Ortodoxa Rusa. Siguieron las detenciones masivas de sacerdotes. En Lemko, unos quinientos sacerdotes fueron encarcelados en 1945 o enviados a un Gulag, denominado oficialmente "destino desconocido por razones políticas". Las instituciones eclesiásticas fueron confiscadas y expropiadas; iglesias, monasterios y seminarios fueron cerrados y saqueados, Las Iglesias católicas unidas fueron integradas bajo el Patriarcado de Moscú después de que todos los obispos y administradores apostólicos residentes fueran arrestados. La Iglesia católica de Ucrania fue así liquidada y sus propiedades entregadas a la Iglesia ortodoxa bajo el Patriarca de Moscú.
Tras la muerte de José Stalin en 1953, la "coexistencia pacífica" fue objeto de numerosos debates. En su Mensaje de Navidad de 1954, Pío XII definió las posibilidades y las condiciones para ello. Indicó la voluntad vaticana de cooperación práctica siempre que fuera posible en interés de los fieles. La lentitud de la desestalinización y la represión soviética de la Revolución Húngara frustraron la obtención de resultados importantes, aparte de modestas mejoras en Polonia y Yugoslavia después de 1956. En enero de 1958, el ministro de Asuntos Exteriores soviético Andréi Gromiko expresó la voluntad de Moscú de mantener relaciones formales con la Santa Sede, a la luz de la postura del papa Pío XII sobre la paz mundial y los usos de la energía atómica con fines pacíficos, postura que se calificó de idéntica a la política del Kremlin.

#### Lituania, Estonia y Letonia
Las pequeñas iglesias católicas de Estonia y la Iglesia de Letonia fueron completamente aniquiladas después de que la Unión Soviética reintegrara estos países en su territorio en 1945. Todas las organizaciones eclesiásticas fueron ilegalizadas y todos los obispos encarcelados.
En 1939, el papa Pío recibió al embajador de Lituania para una última reunión antes de la ocupación soviética. Al estallar la Segunda Guerra Mundial había en Lituania 800 parroquias, 1500 sacerdotes y 600 candidatos al sacerdocio en cuatro seminarios. Como parte de la represión soviética, toda la jerarquía, gran parte del clero y aproximadamente un tercio de la población católica fueron deportados.

#### Polonia

El cardenal Stefan Wyszyński fue detenido entre 1953 y 1956

Con la guerra terminada, el Papa abandonó su política de neutralidad durante la guerra, declarando que se había abstenido de protestar durante la guerra a pesar de las persecuciones masivas. El Partido Comunista de Polonia asumió el control gubernamental en 1947, y comenzó a confiscar propiedades de la Iglesia en los meses posteriores. A finales de 1947, también se expropiaron institutos educativos católicos, guarderías, escuelas y orfanatos. A partir de 1948, comenzaron los arrestos masivos y los juicios amañados contra obispos y clérigos católicos. El Papa Pío XII respondió con una carta apostólica Flagranti Semper Animi, en la que defendía a la Iglesia de los ataques y las tácticas de persecución estalinistas. Sin embargo, las presiones contra la Iglesia aumentaron con la ilegalización de facto de las reuniones y organizaciones religiosas. El Papa Pío respondió con una carta conmemorativa del décimo aniversario del comienzo de la Segunda Guerra Mundial, Decennium Dum Expletur. Escribe que si bien el pueblo polaco había sufrido como nadie durante la guerra, el sufrimiento continúa diez años después. Cum Jam Lustri conmemora la muerte de dos cardenales polacos, Hlond y Sapieha, y anima a la Iglesia en Polonia. En honor de San Estanislao, el Papa Pío XII publica Poloniae Annalibus, en el que da consuelo y expresa de nuevo su certeza de que Cristo vencerá y la persecución terminará. En 1952, unos 1000 sacerdotes fueron encarcelados, todos los seminarios cerrados y los institutos religiosos disueltos. El 19 de noviembre de 1953, el pontífice se dirigió al Cuerpo diplomático para emitir una protesta contra el encarcelamiento del cardenal Stefan Wyszynski. Tras la detención del cardenal, las autoridades apoyaron a los sacerdotes patriotas que estaban abiertos a la separación de Roma. En el tricentenario de la exitosa defensa de Jasna Góra, el papa Pío XII escribió de nuevo a Polonia, felicitando a los valientes defensores de la fe de su tiempo. Gloriosam Reginam saluda a los mártires polacos de la época moderna y expresa su confianza en la victoria de María, Reina de Polonia. Saluda al cardenal Stefan Wyszynski a su regreso del arresto en octubre de 1956.
Con Invicti athletae i'n 1957, el Papa Pío se dirige con fuertes palabras al episcopado polaco con motivo del 300 aniversario del martirio de san Andrés Bobola por los rusos: "Los odiadores de Dios y enemigos de la enseñanza cristiana atacan a Jesucristo y a su Iglesia". El Papa aconsejó resistencia y valentía. El pueblo y el clero deben superar muchos obstáculos, con sacrificios de tiempo y dinero, pero nunca deben rendirse. El Papa insta a sus obispos en Polonia a no dejarse abrumar por la situación, sino a mezclar valentía con prudencia, y conocimiento con sabiduría: "Actuad con valentía, pero con esa prontitud de alma cristiana que va unida a la prudencia, al conocimiento y a la sabiduría. Conservad la fe católica y la unidad".

#### Checoslovaquia
"Podrán quitaros la libertad, pero no podrán arrancar la fe católica de vuestros corazones. Pueden convertiros en mártires, pero nunca podrán convertiros en traidores" En 1945, el gobierno checoslovaco expulsó a sus poblaciones húngaras y alemanas de los territorios checoslovacos, reduciendo así enormemente el porcentaje de católicos en el país. Tras su golpe comunista en 1948, Checoslovaquia expulsó al nuncio papal Nuncio y cerró los seminarios católicos para la formación de sacerdotes. Praga ilegalizó todos los institutos religiosos y asociaciones católicas y suprimió gradualmente la prensa católica. Se intentó dividir al clero en bandos opuestos creando una asociación de sacerdotes controlada por el gobierno y dirigida por el obispo Joseph Plojhar. El arzobispo Josef Beran y otros se negaron a participar y fueron sometidos a  juicios amañados públicos y largos encarcelamientos. En 1949, la "Oficina Eclesiástica" gubernamental asumió el control total de la Iglesia Católica.

#### Hungría
Tras la ocupación de Hungría por el Ejército Rojo en 1945, la política socialista fue ganando terreno poco a poco en el país. Pero en los cinco años siguientes, la Iglesia perdió 3300 escuelas, numerosos hospitales y periódicos, mientras que 11 500 religiosos tuvieron que abandonar sus conventos, monasterios e institutos. El nuncio fue expulsado ya en 1945. La Iglesia intentó llegar a un acuerdo con el gobierno en 1950, cuando se permitió la continuidad de una decena de escuelas católicas. La experiencia abrumadora del catolicismo húngaro fueron los juicios públicos y las degradaciones del arzobispo Jozsef Grosz y del cardenal Jozsef Mindszenty, que condujeron a una completa exclusión de la Iglesia de toda la vida pública y de la sociedad húngara.

##### Jozsef Mindszenty
Jozsef Mindszenty había sido encarcelado por los alemanes, liberado por el ejército soviético, y fue ordenado obispo en 1944. Tras el golpe del partido comunista en Hungría, se instauró un reino de terror respaldado por el ejército soviético El papa Pío XII nombró a Mindzenty Primado de Hungría y lo admitió en el Colegio Cardenalicio en 1946. "Tras una campaña de propaganda, fue arrestado acusado de colaboración con los nazis, espionaje, traición y fraude monetario. Ninguna de las acusaciones era cierta. Fue torturado mental y físicamente y golpeado a diario con porras de goma hasta que firmó una confesión. Su juicio amañado fue condenado por las Naciones Unidas.  "El cardenal permaneció en prisión hasta 1956, cuando fue liberado durante la Revolución húngara. Tras el fracaso de la revolución, vivió en la embajada estadounidense durante los 15 años siguientes.

#### Rumanía, Bulgaria y Albania

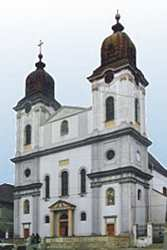
Catedral Metropolitana Católica Rumana de la Santísima Trinidad

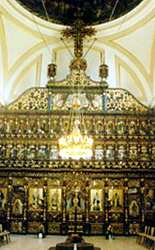
El interior de la Catedral Metropolitana Católica Rumana de la Santísima Trinidad

Tras la Primera Guerra Mundial, Rumanía heredó grandes partes de la Hungría católica, incluidas grandes poblaciones católicas, que no siempre fueron bien tratadas en el periodo de entreguerras. La Constitución Apostólica Solemmni Conventione de 1930 incluye un concordato entre Rumanía y la Santa Sede. Permitía cuatro diócesis y el libre ejercicio de la religión dentro del país. Debido a interpretaciones rivales, el concordato se volvió a promulgar diez años después, en 1940. En 1948, el gobierno comunista se retiró del concordato y cerró la mayoría de los institutos católicos. Sólo se permitió continuar a dos pequeñas diócesis, y las demás se consideraron inexistentes. Los seis obispos unidos y varios obispos de rito latino fueron encarcelados a largas penas. Se cerraron todas las escuelas y se prohibieron las actividades católicas.
Bulgaria se convirtió en República Popular el 15 de octubre de 1946. La nueva constitución de 1947 limitó las actividades religiosas. Siguió una persecución masiva de la Iglesia. La Iglesia perdió a todos sus obispos, organizaciones e institutos religiosos. La mayoría de los sacerdotes y religiosos perecieron en cinco años, muchos de ellos en Siberia.
En Albania, el gobierno comunista asumió el papel de libertador, ya que el país se encontraba bajo ocupación de Italia desde 1939. La Iglesia Católica fue denunciada como la Iglesia de los opresores. Todos los sacerdotes y religiosos extranjeros fueron expulsados. Los obispos, sacerdotes y religiosos nacionales fueron asesinados, encarcelados o enviados a destinos desconocidos. Como en otros países, también se intentó crear una Iglesia nacional pacífica. El gobierno se enorgullecía de haber erradicado la religión y cerró todas las iglesias católicas.

#### Yugoslavia
Tras definir las relaciones con la Iglesia Ortodoxa Oriental en 1929, con los musulmanes en 1931 y con los protestantes y judíos en 1933, en 1935 se firmó un Concordato entre Yugoslavia y el Vaticano. Después de que la Iglesia ortodoxa excomulgara a todos los políticos implicados en su aprobación parlamentaria, el gobierno retiró el texto de la votación final en la cámara alta. Sin embargo, de facto, el espíritu del concordato fue aceptado y la Iglesia comenzó a florecer en los años previos a la Segunda Guerra Mundial. La guerra fue difícil para la Iglesia, ya que el país fue ocupado en gran parte por las fuerzas italianas y alemanas. El Estado Independiente de Croacia, que declaró su independencia del Reino de Yugoslavia, estaba abierto a las necesidades de la Iglesia, lo que llevó a la abierta colaboración de varios funcionarios eclesiásticos con las políticas del gobierno croata.
Tras la guerra, comenzó la persecución sistemática de la Iglesia, al igual que en el resto de países comunistas. Unos 1300 miembros del clero fueron asesinados, incluidos 139 frailes franciscanos, y el 50% del clero fue encarcelado. Al igual que en Checoslovaquia y otros países, Belgrado creó organizaciones de sacerdotes controladas por el gobierno, en un intento de dividir al clero. La principal manzana de la discordia fue Aloysius Stepinac, elevado al Colegio Cardenalicio en 1953. Para el presidente Tito "una provocación", esto representaba para el Papa Pío "un justo reconocimiento a sus extraordinarios méritos y un símbolo de nuestro afecto y aliento a nuestros queridos hijos e hijas, que dan testimonio de su fe con firmeza y valentía en tiempos muy difíciles." Pío explicó que no pretendía insultar a las autoridades yugoslavas, pero tampoco estaba de acuerdo con ninguna de las injustas acusaciones que dieron lugar al castigo del arzobispo. A Stepinac no se le permitió recibir el birrete rojo en Roma y permaneció bajo arresto domiciliario (sin poder participar en el cónclave de 1958) hasta su muerte en 1960. El Papa Juan Pablo II lo beatificó. Tras su muerte, las relaciones con la Santa Sede mejoraron notablemente. En 1974, la Iglesia yugoslava contaba con 15 500 sacerdotes, religiosos y religiosas.

### Persecución de institutos religiosos
Los institutos religiosos y las instituciones religiosas son objetivos históricamente visibles en tiempos de conflictos y luchas. Sus casas, conventos o monasterios fueron saqueados, quemados o destruidos en toda Europa durante siglos en prácticamente todos los países europeos. El inicio del pontificado de Pío XII coincidió con el final de la Guerra Civil en España, en la que, además de miles de fieles, unos 4184 sacerdotes seculares, 2365 religiosos y 283 religiosas fueron asesinados en un periodo de tres años.
En la Segunda Guerra Mundial, los religiosos de Polonia sufrieron una ocupación alemana excepcionalmente brutal. Un programa de trece puntos de 1940 establecía que "todos los institutos religiosos, conventos y monasterios serán cerrados porque no reflejan la moral y la política demográfica alemanas" La política alemana, de tratar a los polacos como subhumanos "Untermenschen" fue especialmente brutal contra los representantes de las órdenes religiosas. Las redadas de la Gestapo condujeron al asesinato y deportación a campos de concentración de numerosos religiosos, entre ellos el fraile franciscano Maximiliano Kolbe.

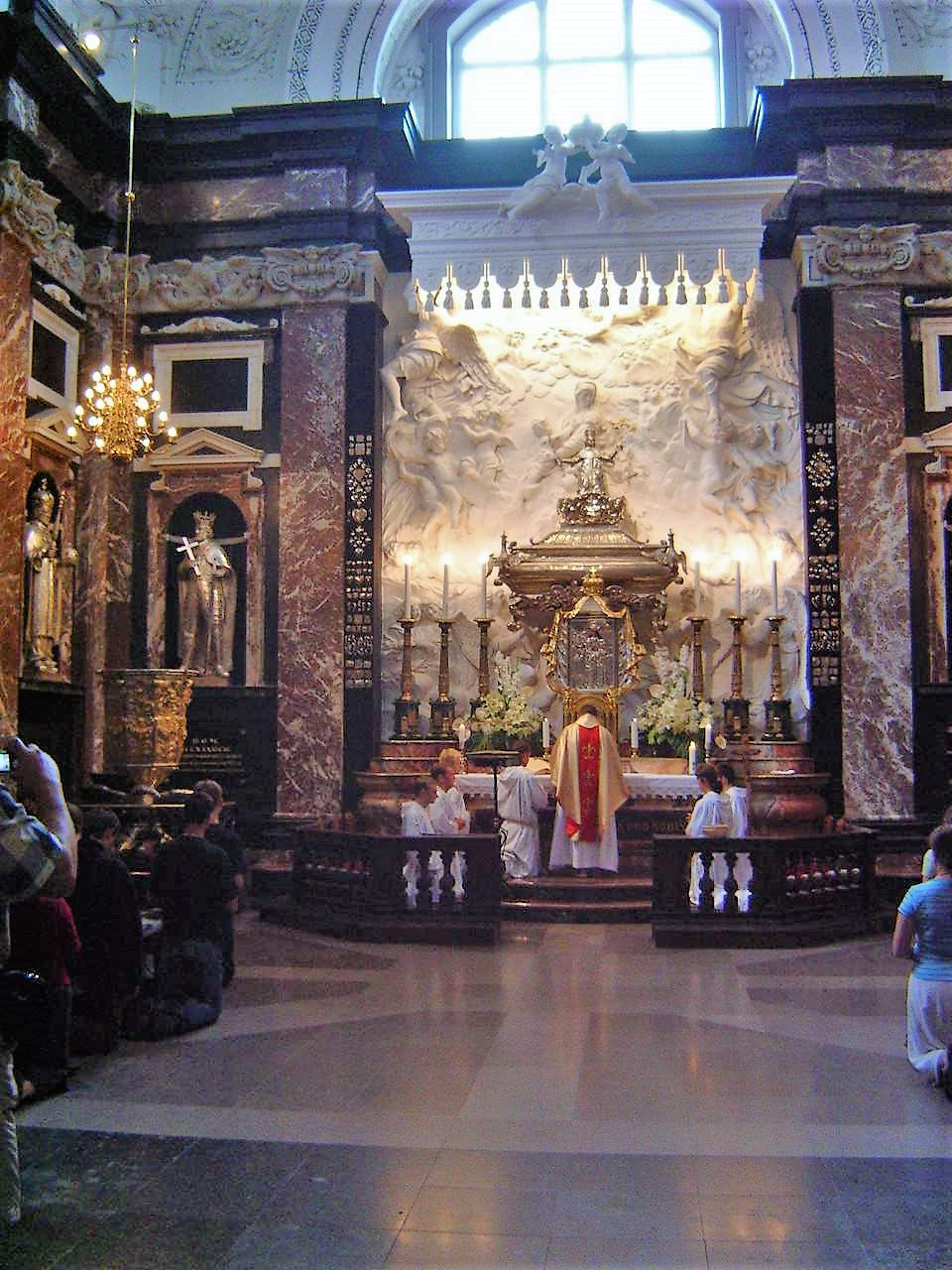
Capilla de San Casimiro con su ataúd en Vilna, Lituania

Sólo en el campo de concentración de Dachau fueron encarcelados unos 2800 sacerdotes y religiosos polacos, de los cuales aproximadamente 1000 fueron asesinados o murieron de hambre. Entre abril y octubre de 1942, 500 religiosos polacos murieron en Dachau, en parte debido a los malos tratos, el hambre o las cámaras de gas. El obispo Kozlowiecki, antiguo recluso, relata: "Qué día más feliz si sólo me pegaban una o dos veces". Especialmente brutal fue la Semana Santa de 1942. Mil ochocientos sacerdotes y religiosos polacos fueron sometidos a ejercicios de castigo ininterrumpidamente desde la mañana hasta la noche todos los días. El Papa Pío XII informó a los cardenales en 1945 que entre todos los horrores que los sacerdotes y religiosos tuvieron que soportar en los campos de concentración, el destino de los reclusos polacos fue con mucho el peor.
Después de 1945, Polonia resucitó, pero el gobierno polaco continuó los ataques contra la Iglesia católica. Todos los religiosos fueron obligados a abandonar hospitales e instituciones educativas y sus propiedades fueron confiscadas. En siete años, cincuenta y cuatro religiosos fueron asesinados. Ciento setenta sacerdotes fueron deportados a los gulags. Sin embargo, tras un cambio de gobierno en 1956, la situación de la Iglesia mejoró. El acoso y la persecución de la Iglesia continuaron, pero se permitieron las vocaciones religiosas y Polonia se convirtió en el único país oriental que aportó un gran número de misioneros religiosos al servicio mundial.
En todos los países de Europa del Este, después de la Segunda Guerra Mundial, la persecución de los religiosos adquirió nuevas dimensiones. Todas las casas religiosas de Ucrania fueron confiscadas y sus habitantes encarcelados o enviados a casa. En Lituania también se confiscaron y cerraron todas las casas religiosas. En Albania, todas las órdenes religiosas fueron disueltas por la fuerza. En Bulgaria y Checoslovaquia, todos los monasterios e institutos religiosos dejaron de existir después de 1950. En Hungría, se ordenó a 10.000 miembros de órdenes religiosas que abandonaran sus residencias en un plazo de tres meses; a unos 300 se les permitió permanecer y mediante un acuerdo entre la jerarquía húngara y el gobierno se reabrieron ocho escuelas católicas.
En Yugoslavia, todas las órdenes fueron disueltas tras la guerra y sus propiedades confiscadas. En Bosnia, numerosas figuras religiosas fueron asesinadas, entre ellas 139 sacerdotes franciscanos. Sin embargo, a medida que Yugoslavia se distanciaba cada vez más de Moscú, se notaron mejoras significativas en Eslovenia y Croacia durante los dos últimos años del pontificado de Pacelli. En China y Corea del Norte dejaron de existir religiosos católicos. Los misioneros extranjeros fueron expulsados y se desconoce el destino de la mayoría de los religiosos locales.